# IGDO
L'IGDO (Istituto Gesù Divino Operaio) è un ex-complesso religioso situato a Ciampino, in provincia di Roma. Fu eretto nel 1922 per ospitare le Ancelle del Sacro Cuore di Gesù ed un annesso collegio femminile.

## Storia
Il complesso dell'IGDO sorge nei primi anni '20 presso Ciampino, allora ancora frazione di Marino, voluto dal Vescovo di Albano Gennaro Granito Pignatelli di Belmonte, che affidò la progettazione all'ingegnere Guglielmo Palombi, noto architetto della Roma di quegli anni. Poco prima, nel 1916 era stata edificata una base militare nelle vicinanze, oggi Aeroporto di Ciampino, e i terreni ciampinesi erano stati destinati alla realizzazione di una città giardino, sullo stile delle cittadine inglesi del primo Novecento. L'IGDO rientra quindi in un piano regolatore che si propone di realizzare sul territorio una vera e propria cittadina. Proprio in questo senso, nel 1925, viene posata la prima pietra della adiacente Chiesa del Sacro Cuore di Gesù, destinata a diventare chiesa madre di Ciampino.
Nel corso della seconda guerra mondiale il collegio diviene Scuola di addestramento della Regia Aeronautica e successivamente comando tedesco. In virtù dell'importanza strategica della zona, nel 1943 Ciampino viene bombardata dalle Forze Alleate, che distruggono gran parte della struttura dell'IGDO.
Durante il dopoguerra, parte dei terreni del collegio viene destinata all'edilizia cittadina, e all'interno degli edifici trovano saltuariamente rifugio persone senzatetto.
Negli ultimi anni, comitati cittadini si stanno attivando a favore di una rivalutazione del complesso, su cui sono stati avanzati diversi progetti, volti in ogni caso ad una ristrutturazione degli edifici, rimasti praticamente intatti dalla seconda guerra mondiale.

## Filmografia
Lampi di Memoria, di Piero Di Pasquale, 2005